# دبح أبيض
الدبح الأبيض (باللاتينية: Podospermum canum) نوع نباتي يتبع جنس الدبح من الفصيلة النجمية.

## البيئة والانتشار
موطنه بلاد الشام وتركيا والقوقاز وكل مناطق شرق أوروبا ووسطها وصولا إلى إيطاليا والنمسا وتشيكيا.

## مرادفات للاسم العلمي
- (باللاتينية: Arachnospermum canum (C. A. Mey.) Domin)
- (باللاتينية: Scorzonera cana (C. A. Mey.) Griseb.)
- (باللاتينية: Podospermum cariense Boiss. [non Scorzonera cariensis Boiss. 1844])
- (باللاتينية: Podospermum jacquinianum W. D. J. Koch)
- (باللاتينية: Scorzonera floccosa Boiss., nom. nov.)
- (باللاتينية: Scorzonera jacquiniana (W. D. J. Koch) Boiss.)
- (باللاتينية: Scorzonera messeniaca Bory & Chaub.)
- (باللاتينية: Podospermum laciniatum subsp. jacquinianum (W. D. J. Koch) Arcang.)
- (باللاتينية: Scorzonera runcinata Pall., nom. nud.)
- (باللاتينية: Arachnospermum canum (C. A. Mey.) Domin)